# Shrook Wafa
Shrook Wafa, in arabo شروق وفا‎? (Egitto, 13 maggio 1997), è una scacchista egiziana.
Nel 2013 ha vinto a Tunisi il campionato africano individuale femminile, ottenendo come da regolamento FIDE il titolo di Grande maestro femminile.

Ha vinto cinque volte (record) il campionato africano individuale femminile: nel 2013 a Tunisi, nel 2014 a Windhoek, nel 2016 a Kampala, nel 2019 ad Hammamet e nel 2025 a Giza; sua sorella Shahenda Wafa, nata nel 1998, anche lei Grande maestro femminile, ha vinto lo stesso campionato per tre volte (2017, 2018 e 2022). 
Nel campionato del mondo femminile del 2015 a Soči è stata eliminata nel primo turno dalla cinese Ju Wenjun.
Nei Giochi africani del 2019 a Casablanca ha vinto la medaglia d'oro individuale nel torneo rapid e blitz e la medaglia d'oro di squadra nel torneo misto.
Nella Coppa del Mondo di femminile del 2021 è stata eliminata nel primo turno dalla slovena Laura Unuk.